# Universal Networking Language

Universal Networking Language

El lenguaje universal (Universal Networking Language) es una herramienta informática utilizada para permitir que usuarios que utilizan distintos idiomas puedan comunicarse entre sí a través de la red Internet.
El desarrollo de este lenguaje está auspiciado por el Instituto de las Naciones Unidas (www.ias.unu.edu Archivado el 9 de febrero de 2014 en Wayback Machine.).